# Большеголовые
Большеголовые, или трахихтовые  (лат. Trachichthyidae) — семейство лучепёрых рыб из отряда Trachichthyiformes. В состав семейства включают 49 видов в 8 родах.

## Описание
У рыб высокое тело с большой головой, на которой хорошо развита система слизистых каналов, расположенных на костях черепа. На жаберной крышке есть радиальные костные гребни. У изгиба предкрышки имеется хорошо выраженный направленный назад острый шип. Тело покрыто грубой, ктеноидной (или ктеноидной и циклоидной) плотно сидящей чешуёй, а на нижнем крае брюха расположен ряд увеличенных чешуй, образующих своеобразный гребенчатый киль. В спинном плавнике 3—8 колючих и 10—19 мягких лучей. В анальном плавнике 2—3 колючих и 8—12 мягких лучей. Брюшные плавники состоят из одной колючки и 6—7 мягких лучей. Окраска этих рыб, как правило, красного, оранжевого, бурого, серого или чёрного цвета. Размеры  колеблются от 6 до 75 см (крупнейшим видом является Hoplostethus atlanticus).
Распространены в тропических, субтропических и умеренных районах Атлантического, Индийского и Тихого океана. Особенно много видов отмечено для субтропической зоны южного полушария (Южная Африка, Австралия, Новая Зеландия). Почти все большеголовые относятся к числу полуглубоководных рыб, наиболее обычных в нижней части шельфа и над его материковым склоном на глубине 150—800 м (до 1800 м), но отдельные виды (например, австралийский Trachichthys australis) встречаются и на прибрежном мелководье.
Некоторые виды  имеют промысловое значение (представители рода Hoplostethus). Мировые уловы в 1990-х годах достигали 90 тыс. тонн. Мясо очень вкусное, с высоким содержанием белка и жира.